# Delaford

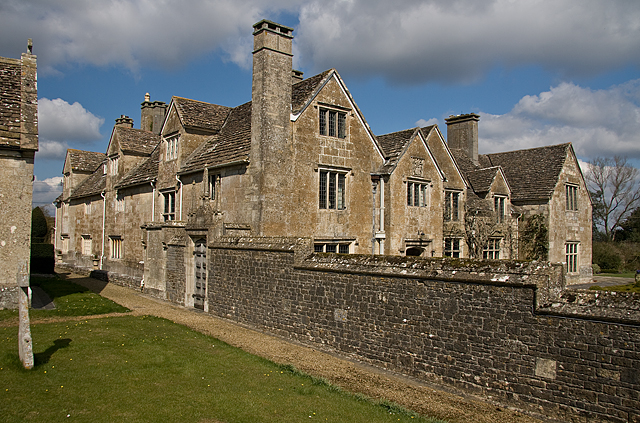
Le manoir de Hinton St Mary, dans le Nord-Dorset, comme celui de Brandon, est tout près de l'église, avec un jardin clos de murs.

Delaford est un domaine imaginaire créé par la romancière Jane Austen. C'est la propriété familiale du colonel Brandon, l'un des protagonistes masculins essentiels de son roman Sense and Sensibility (Raison et Sentiments, ou Le Cœur et la Raison selon les titres français actuels, suivant les traductions).

## En détail

### Dans le roman
Selon Jane Austen, Delaford se situe dans le Dorset. Le  colonel Brandon, qui a 35 ans au début du roman, a hérité de ce domaine une dizaine d'années plus tôt, à la mort de son frère aîné. Il présente Delaford comme la propriété de sa famille ; les lecteurs peuvent donc en conclure que c'est le lieu de sa naissance et de son enfance.
Delaford n'est ni aussi splendide que Pemberley, le domaine de Mr. Darcy dans Orgueil et Préjugés, ni aussi prospère que Donwell Abbey, celui de Mr Knightley dans Emma,  mais c'est un endroit agréable à vivre et très bien entretenu : il rapporte 2 000 livres par an, ce qui était à l'époque, un très beau revenu, d'autant que le domaine n'avait pas de dette. C'est donc un domaine auto-suffisant et organisé pour permettre à ceux qui en dépendent de vivre confortablement.

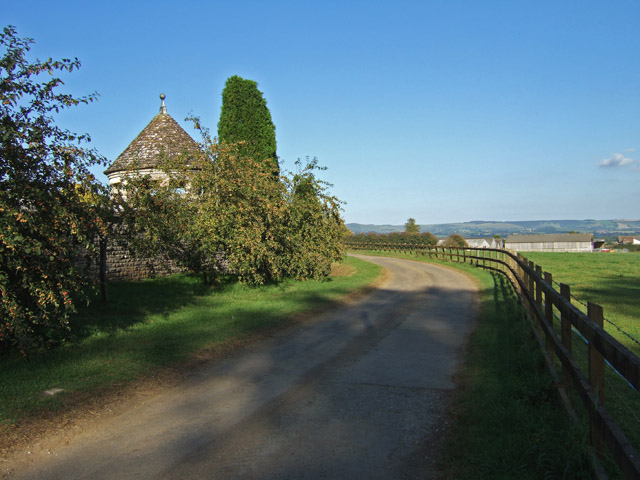
Route longeant le mur de clôture, et pigeonnier de Manor House à Hinton St Mary.

Le terme « manoir » peut être utilisé dans le cas de la résidence de Brandon puisqu'elle possède un pigeonnier. 
Mme Jennings, une des meilleures amies du colonel Brandon, décrit le manoir de Delaford comme une « belle vieille demeure avec tout le confort et l'agrément possible ». Le jardin du Delaford Manor est entièrement clos de murs (de pierres ou de briques, cela n'a pas été spécifié) et s'y trouvent plantés en espaliers une rangée des meilleurs arbres fruitiers d'Angleterre, ainsi qu'un petit bois de mûriers dans un coin. Il possède aussi, outre son pigeonnier, des viviers, un joli canal et un bouquet d'ifs à l'arrière. L'immense maison est située tout près de l'église, du presbytère et du boucher, et à un quart de mile (400 m) seulement de la barrière de la route à péage.

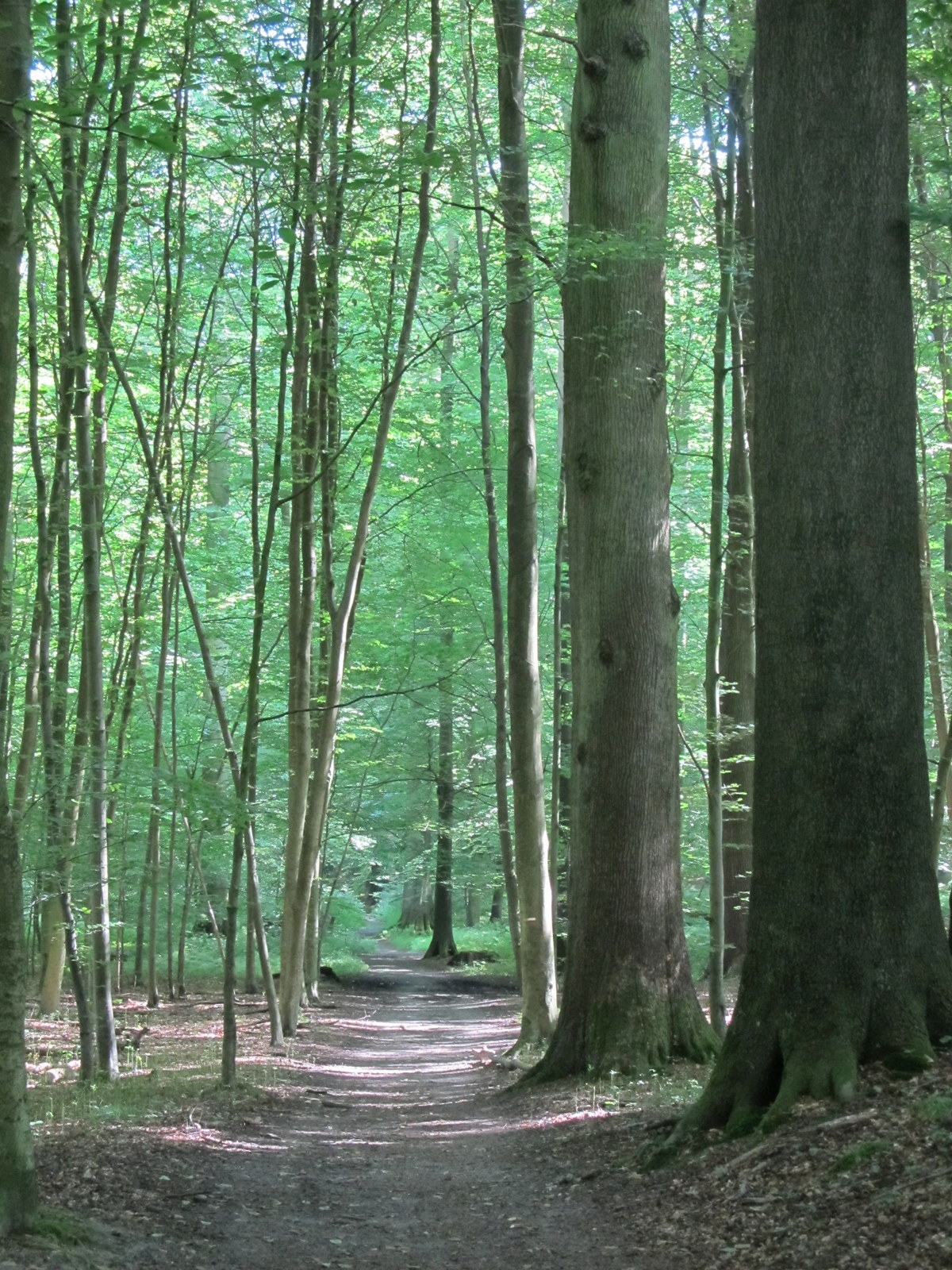
« Je ne connais pas de futaies semblables à celle de Delaford Hanger. »

Bien que Mme Jennings ne semble pas être totalement objective lorsqu'il s'agit de parler de ses amis, John Dashwood, le frère aîné d'Elinor, de Marianne et de Margaret, complimente cependant Delaford de la même façon, mais probablement pas pour les mêmes raisons, car on le voit plus sensible à la valeur marchande qu'au confort de vie du domaine : 

« Mais je l'avoue, j'aurais eu grand plaisir à avoir le colonel Brandon comme beau-frère, sa propriété, son domaine, sa maison, tout cela en si bonne et si respectable condition ! Et ses bois ! Je ne connais pas, dans tout le Dorsetshire, de futaies semblables à celle de Delaford Hanger. »

### Sur les écrans
Dans le film de 1995, où Delaford n'apparait pas, Sir John Middleton, le comparant à sa propriété de Barton Park, fait seulement remarquer que ses pelouses sont idéales pour y faire voler des cerfs-volants. 
Dans Raison et Sentiments (2008), tournée à Hall Barn, dans le Buckinghamshire, où le colonel fait voler un faucon, on le voit fier de son domaine et heureux d'y accueillir Marianne.

## Inspiration
Delaford, tel que décrit par Jane Austen, n'a jamais existé que dans le monde imaginaire. Cependant, il a existé un premier Delaford Manor, à Iver, dans le district de South Bucks, au sud du Buckinghamshire. Il fut vendu à Thomas Lawrence de Chelsea en 1589 par Sir Richard Blount, et reconstruit à partir de 1595. 
De style typiquement « élisabethain », ce manoir était en briques rouges, avec de nombreuses fenêtres à meneau et des pignons sur tous les côtés ainsi que de nombreuses cheminées dépassant des toits de tuiles roses. Il était construit sur une large cour entourée de dépendances à l'avant et possédait des jardins typiques de l'époque renaissance, encore visibles en partie en 1770, côté ouest.
L'intérieur de la maison contenait des pièces lambrissées, des cheminées sculptées, des escaliers, et incluait une longue galerie. Il ne semble pas que Thomas Lawrence en ait fait sa résidence principale. Le domaine a été revendu en 1651 par Sir John Lawrence, mort en 1664 et enterré à Chelsea.
La demeure actuelle date de la fin du XVIIIe  avec des modifications du  XIXe siècle ; elle est située au nord d'Yver. Ce village des South Bucks est entouré d'autres country houses dans leur parc privé, comme Huntsmoor, Coppins (résidence du Duc de Kent jusqu'en 1972) et Bangors. L'allée qui permet d'accéder à Delaford Manor s'appelle Palmers Moor Lane et mène  à la ferme du même nom. Le nom de Palmer est aussi utilisé pour des personnages du roman, Thomas et Charlotte. 
Le Delaford Park actuel est ouvert aux piétons et cyclotouristes. Un pigeonnier en briques rouges datant du XVIe siècle est rattaché à Delaford Manor.
Est-ce que Jane Austen aurait pu, en plus d'utiliser son nom, s'inspirer de ce manoir ? Difficile de le certifier ou de le contester, mais rien n'interdit de penser qu'elle ait pu le prendre comme modèle de la confortable demeure du colonel Brandon.